# Red Española del Pacto Mundial

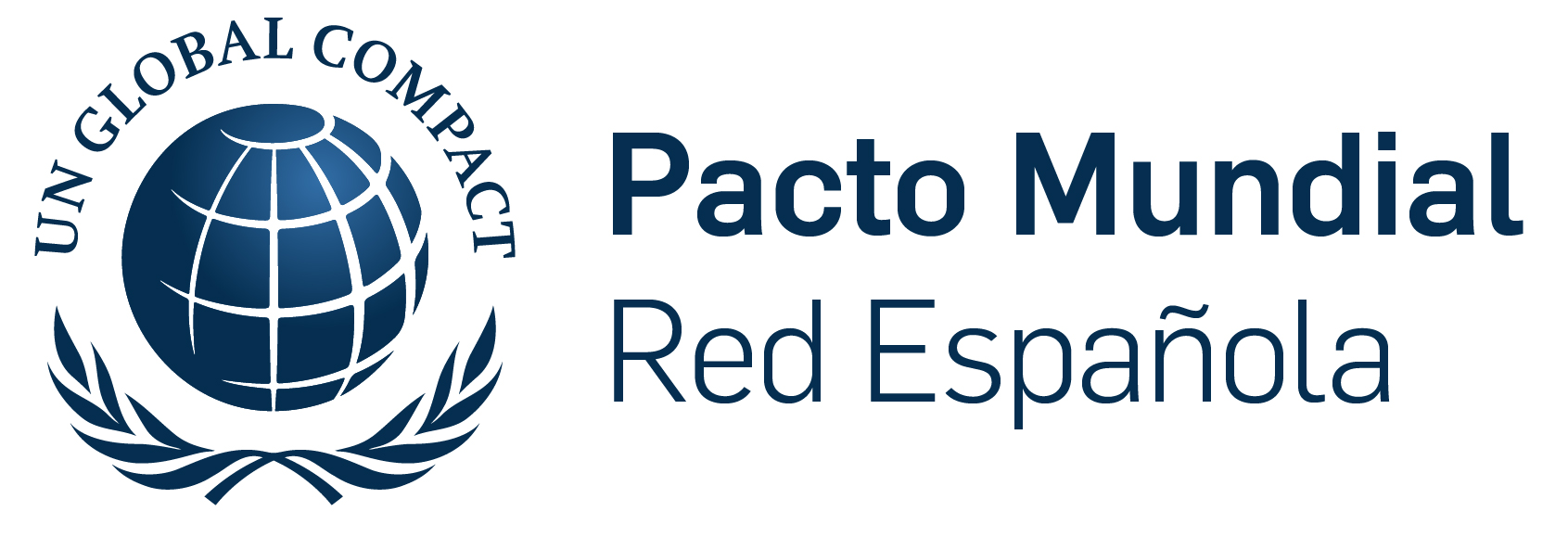
Logo de la Red Española del Pacto Mundial de Naciones Unidas

La Red Española del Pacto Mundial, también llamada Red Pacto Mundial España agrupa a las entidades españolas adheridas al Pacto Mundial de las Naciones Unidas. El Pacto Mundial es la mayor iniciativa voluntaria de responsabilidad social empresarial en el mundo.
La Red Española cuenta en el año 2018, con 2.335 entidades adheridas, de las que el 14% son grandes empresas, el 75% son pymes y el 11% son otro tipo de entidades (tercer sector, sindicatos, asociaciones empresariales e instituciones educativas). La Red Española fue la segunda asociación nacional del Pacto Mundial que se constituyó, tras la asociación india, y es la Red Local con mayor número de firmantes.
La misión de las redes locales del Pacto Mundial es favorecer la sostenibilidad empresarial mediante la implantación de 10 Principios universales de conducta y acción en materia de Derechos Humanos y Empresa, normas laborales, medioambiente y lucha contra la corrupción, en la estrategia y las operaciones diarias de todo tipo de entidades y favorecer, de este modo, la consecución de los Objetivos de Desarrollo Sostenible Archivado el 25 de mayo de 2018 en Wayback Machine. (ODS).
El modelo de gestión y la estructura organizativa de la red española es de las más avanzadas del Pacto Mundial, y también es una destacada red local por el tipo de actividades y herramientas creadas para fomentar la implantación de los 10 Principios del Pacto Mundial y los ODS entre las entidades firmantes. Además, ha sido reconocida por Global Compact como la Red Local con un funcionamiento más ejemplar y más comprometida con los Informes de Progreso, la Red Local más innovadora en el desarrollo de herramientas para sus firmantes, y la Red Local más innovadora.

## Historia
El Pacto Mundial inició su andadura en España en el año 2002 bajo la batuta de la Fundación Rafael del Pino, con la adhesión inicial de 200 entidades. El 15 de noviembre de 2004 se crea la Asociación Española del Pacto Mundial (ASEPAM), cuyo Presidente es Salvador García-Atance, mientras que Joaquín Garralda es nombrado Secretario General. Además, se crea también el Comité Ejecutivo de la asociación, un órgano facultado para la toma de decisiones compuesto por representantes de distintas entidades firmantes del Pacto Mundial.
En 2008, la asociación pasa a denominarse Red Española del Pacto Mundial de Naciones Unidas y recibe el reconocimiento de entidad de Utilidad Pública, otorgado por el Ministerio del Interior. Además, el Consejo Estatal de Responsabilidad Social Empresarial (CERSE) eligió a la Red Española como vocal para dos de sus grupos de trabajo: RSE y Educación; y Transparencia, Comunicación y Estándares de Informes Sociales.
En 2012, ha tenido lugar una nueva renovación de los cargos directivos de la Red Española del Pacto Mundial. Ángel Pes es, desde junio de este año, el presidente de la asociación, mientras que Antonio Javierre ha sido nombrado secretario general.
En 2016 se aprobó la renovación de la mitad del Comité Ejecutivo y del Presidente en la Asamblea de socios.
En 2018 a petición del Ministerio de Asuntos Exteriores ha sido facilitadora del diálogo con el sector privado empresarial español de cara al examen voluntario al que España se sometió el miércoles 18 de julio en el Foro Político de Alto Nivel sobre Desarrollo Sostenible (HLPF por sus siglas en inglés).

## Modelo de gestión empresarial
El Pacto Mundial de Naciones Unidas persigue dos objetivos principales:
- Incorporar los 10 Principios en las actividades empresariales de todo el mundo.
- Canalizar acciones en apoyo de los objetivos más amplios de las Naciones Unidas, incluidos los Objetivos de Desarrollo Sostenible'(ODS).

Las empresas, sindicatos y organizaciones de la sociedad civil que se unen a la iniciativa, aceptan estos 10 Principios, comprometiéndose a implementarlos a nivel interno y, por lo tanto, a respetar los derechos humanos y normas laborales, a preservar el medioambiente y a actuar con transparencia en sus actividades y operaciones. Además, las entidades que se adhieren al Pacto Mundial deben presentar sus avances en relación con la implementación en sus actividades de los 10 Principios cada año, a través de un Informe de Progreso o Memoria de Sostenibilidad. En estos informes se pone de manifiesto las acciones y políticas que las empresas llevan a cabo para cumplir con estos principios.
Tras la aprobación, en septiembre de 2015, de los Objetivos de Desarrollo Sostenible de Naciones Unidas, se otorgó el mandato de Naciones Unidas al Pacto Mundial para sensibilizar y ayudar a las empresas a contribuir a la nueva agenda de desarrollo. Los Objetivos de Desarrollo Sostenible proporcionan a las empresas un marco universal y coherente para guiar sus contribuciones al desarrollo sostenible a nivel local e internacional.
Por lo tanto las empresas adheridas al Pacto Mundial de Naciones Unidas deben trabajar de forma conjunta ambos marcos; los 10 Principios y los 17 ODS; ambos marcos transversales en temáticas y en el fin que persiguen.
El Pacto Mundial contempla actuaciones de penalización e incluso  expulsión a empresas y organizaciones que incumplan los principios de su política de “Medidas de Integridad”

## Los 10 principios
Derechos Humanos
- Principio N.º 1. Apoyar y respetar la protección de los derechos humanos.
- Principio N.º 2. No ser cómplice de abusos de los derechos.

Normas laborales
- Principio N.º 3. Apoyar los principios de la libertad de asociación y sindical y el derecho a la negociación colectiva.
- Principio N.º 4. Eliminar el trabajo forzoso y obligatorio.
- Principio N.º 5. Abolir cualquier forma de trabajo infantil.
- Principio N.º 6. Eliminar la discriminación en materia de empleo y ocupación.

Medio Ambiente
- Principio N.º 7. Las empresas deberán mantener un enfoque preventivo que favorezca el medio ambiente.
- Principio N.º 8. Las empresas deben fomentar las iniciativas que promuevan una mayor responsabilidad ambiental.
- Principio N.º 9. Las empresas deben favorecer el desarrollo y la difusión de las tecnologías respetuosas con el medio ambiente.

Anti – Corrupción
- Principio N.º 10. Las empresas e instituciones deberán trabajar contra la corrupción en todas sus formas, incluidos extorsión y soborno.

## Los Objetivos de Desarrollo Sostenible
En septiembre de 2015, se aprobó por parte de la Asamblea General de Naciones Unidas, la Agenda 2030 para el Desarrollo Sostenible y con ella, los Objetivos de Desarrollo Sostenible (ODS), una llamada mundial para adoptar medidas que logren acabar con los grandes problemas del planeta; poner fin a la pobreza y a la desigualdad, alcanzar la igualdad de género y el acceso para todos a un trabajo digno, facilitar el acceso a servicios de salud y a una educación adecuada, proteger el medio ambiente y garantizar que todas las personas disfruten de paz y prosperidad.
Los ODS son el nuevo marco universal de contribución al desarrollo sostenible, compuesto por 17 Objetivos y 169 metas que deben cumplirse antes de 2030, y está dirigida a todos los actores del planeta; los gobiernos, las empresas y sociedad civil. El Pacto Mundial de las Naciones Unidas es la iniciativa que posee el mandato de las Naciones Unidas para canalizar las contribuciones del sector empresarial a los ODS.
- Objetivo 1. Poner fin a la pobreza en todas sus formas en todo el mundo
- Objetivo 2. Poner fin al hambre, lograr la seguridad alimentaria y la mejora de la nutrición y promover la agricultura sostenible
- Objetivo 3. Garantizar una vida sana y promover el bienestar para todos en todas las edades
- Objetivo 4. Garantizar una educación inclusiva, equitativa y de calidad y promover oportunidades de aprendizaje durante toda la vida para todos
- Objetivo 5. Lograr la igualdad entre los géneros y empoderar a todas las mujeres y las niñas
- Objetivo 6. Garantizar la disponibilidad de agua y su gestión sostenible y el saneamiento para todos
- Objetivo 7. Garantizar el acceso a una energía asequible, segura, sostenible y moderna para todos
- Objetivo 8. Promover el crecimiento económico sostenido, inclusivo y sostenible, el empleo pleno y productivo y el trabajo decente para todos
- Objetivo 9. Construir infraestructuras resilientes, promover la industrialización inclusiva y sostenible y fomentar la innovación
- Objetivo 10. Reducir la desigualdad en y entre los países
- Objetivo 11. Lograr que las ciudades y los asentamientos humanos sean inclusivos, seguros, resilientes y sostenibles
- Objetivo 12. Garantizar modalidades de consumo y producción sostenibles
- Objetivo 13. Adoptar medidas urgentes para combatir el cambio climático y sus efectos*
- Objetivo 14. Conservar y utilizar en forma sostenible los océanos, los mares y los recursos marinos para el desarrollo sostenible
- Objetivo 15. Proteger, restablecer y promover el uso sostenible de los ecosistemas terrestres, gestionar los bosques de forma sostenible, luchar contra la desertificación, detener e invertir la degradación de las tierras y poner freno a la pérdida de la diversidad biológica
- Objetivo 16. Promover sociedades pacíficas e inclusivas para el desarrollo sostenible, facilitar el acceso a la justicia para todos y crear instituciones eficaces, responsables e inclusivas a todos los niveles
- Objetivo 17. Fortalecer los medios de ejecución y revitalizar la Alianza Mundial para el Desarrollo Sostenible

## Publicaciones
El sector privado ante los ODS. Guía práctica para la acción
Se trata de una publicación que coincide con el primer aniversario de los Objetivos de Desarrollo Sostenible (ODS) y persigue proporcionar a empresas y sector privado pautas, acciones y herramientas para contribuir a los ODS.
ODS año 2. Análisis, tendencias y liderazgo empresarial en España
Esta guía analiza el entorno de los ODS en nuestro país y las tendencias más actuales en innovación al servicio de estos. Además, contiene un dossier sobre cómo las empresas españolas y en concreto las del IBEX 35, están implantando los ODS en su estrategia de negocio y claves para la acción.
El sector empresarial ante la Agenda 2030
Este informe surge del diálogo con el sector privado de cara a cumplir con el compromiso del gobierno español de realizar el Examen Voluntario Nacional ante la ONU y, también, para contribuir a la elaboración del Plan Nacional de Acción para la implementación de la Agenda 2030 en nuestro país.
ODS año 3. Una alianza global para la Agenda 2030
Esta publicación analiza como se esta forjando la alianza global para el desarrollo sostenible en torno a la Agenda 2030 y como la misma está cristalizando a nivel España. Además, examina en detalle qué papel juegan las empresas en ellas y cómo el Pacto Mundial está trabajando en alianzas con diferentes organismos para cumplir el mandato que Naciones Unidas le ha dado para aterrizar la Agenda 2030 en el sector empresarial.
Guía Sectorial en ODS: Sector agroalimentario  
Esta publicación examina las áreas en las que esta industria tiene un mayor impacto con la intención de identificar los posibles retos y oportunidades de negocio vinculadas con esta materia.
Turismo responsable, un compromiso de todos
Es una guía interactiva que pone de relieve la situación actual del sector y los principales retos en sostenibilidad derivados del nuevo escenario mundial en base a la Agenda 2030 de las Naciones Unidas y, también, proporciona a las empresas turísticas en nuestro país las claves para aterrizar los ODS.